# Мотко Бумов
Мотко Василев Бумов е български художник, майстор на кавалетната графика, професор във Великотърновския университет „Св. св. Кирил и Методий“.

## Биография
Мотко Бумов е роден на 24 юни 1944 г. в с. Катунец, община Угърчин, Ловешка област. Завършва графика при Иван Маринов във ВТУ през 1963 г. По-късно специализира във Висшето училище за графика и изкуство на книгата в Лайпциг и Санкт-Петербургската художествена академия „И. Е. Репин“. Той е дългогодишен преподавател и ръководител на катедра „Графика“ при Великотърновския университет „Св. св. Кирил и Методий“. Член е на Съюза на българските художници.
Той е основател на „Клуба на културните дейци“ към читалище „Просвета“ в с. Катунец през 2007 г. Много от неговите картини, от ранния му творчески път, са по сюжети от родния селски пейзаж.
Почива на 24 ноември 2011 г. във Велико Търново.

## Творчество
Участник е в редица международни, регионални, колективни и самостоятелни изложби. Негови творби са притежание на художествени галерии в България, Германия, Холандия, САЩ. Пощенска картичка по негов проект с църквата „Св. 40 мъченици“ е пусната в обращение във Велико Търново през месец май 2005 г. Тази картичка е последното издание за същата година в поредицата, посветена на празника на българската писменост и култура 24 май. Изданието е със специален печат, който е точно копие на Калояновия пръстен-печат и тираж 1070 броя. Неговата гравюра върху дърво представя оригиналната зидария на костницата, а на заден план се виждат обновени части от храма.
Проф. Мотко Бумов е отличен с Първа награда в раздел графика – „Зимна импресия – вечерен тоалет“, литография в Националния конкурс на Алианц България за живопис, скулптура и графика през 2008 г. и взема участие в Националната изложба-конкурс през същата година.

## Книги
- Бумов, Мотко. Графикът Христо Цацинов, Издател, 2008, N 3-4, с. 58. Сист. No: 205847